# Buysbrug
De Buysbrug is een bouwkundig kunstwerk in Amsterdam-West.

## Geschiedenis en ligging
De Buyskade langs de Kostverlorenvaart is een straat die op 2 september 1913 haar naam kreeg; een vernoeming naar de Leidse hoogleraar in het staatsrecht Johannes Theodoor Buys (1828-1893), die vooral bekend is om een boek dat hij heeft geschreven over de Nederlandse Grondwet. De brug ligt dan ook aan de zuidgrens van de Staatsliedenbuurt. Aan die Buyskade ontstond een bedrijventerrein, dat in de jaren 80 en 90 langzaam werd omgebouwd tot woonwijk. De straatnaam werd daarbij tevens gebruikt als naam van de wijk (Buyskade e.o.). Bij die herinrichting vond stadsdeel West dat er een verbinding moest komen met de Jan van Galenstraat over het Oostelijk Marktkanaal. Een afstand van 62 meter waarvoor voetgangers en fietsers tot dan toe één kilometer moesten omlopen of omrijden.

## Brug
Het stadsdeel schreef een opdracht uit en uit de inzendingen koos het een ontwerp van architecten Ben van Berkel en Caroline Bos, destijds werkend voor Architectenbureau Bos en Van Berkel en vanaf 1998 samen UNStudio vormend. Zij ontwierpen een vakliggersbrug, die qua uiterlijk aan een Baileybrug doet denken. Met hulp van ingenieursbureau Van Rossum kwam er een vaste brug met twee knikken met een beweegbaar middendeel. Dat beweegbare deel is noodzakelijk omdat de in het genoemde kanaal liggende woonarken wel eens (verhalen) of in nood via de Kostverlorenvaart af- of ingevoerd moeten worden. 
Behalve dat de brug het kanaal overspant moest zij ook een hoogteverschil overbruggen tussen de laag gelegen kade en de hooggelegen Jan van Galenstraat. Achteraf bleek dat het architecten- en ingenieursbureau onvoldoende rekening hadden gehouden met het stijgingspercentage. Voor voetgangers en fietsers is het een kuitenbijter geworden, voor rolstolgangers is het een moeizaam te nemen helling. Voorts kent de brug geen fysiek gescheiden paden. De brug kreeg de titel "Fietsbrug zonder invalidenhelling". Na oplevering moest de antisliplaag regelmatig vernieuwd worden. 
Het middendeel is een variant op een hefbrug, zogenoemde tafelbrug. De brug heeft geen heftorens, zoals normaliter het geval is. Het brugdek wordt namelijk niet omhoog getrokken, maar door twee hydraulische cilinders omhoog geduwd. Deze telescoopcilinders zijn verwerkt in de brugpijlers. Het oogt nogal instabiel, maar er zijn voor zover bekend geen ongelukken gebeurd.
Vanaf de brug heeft de reiziger een goed zicht op de monumentale houtzaagmolen De Otter en de Beltbrug.

## Afbeeldingen

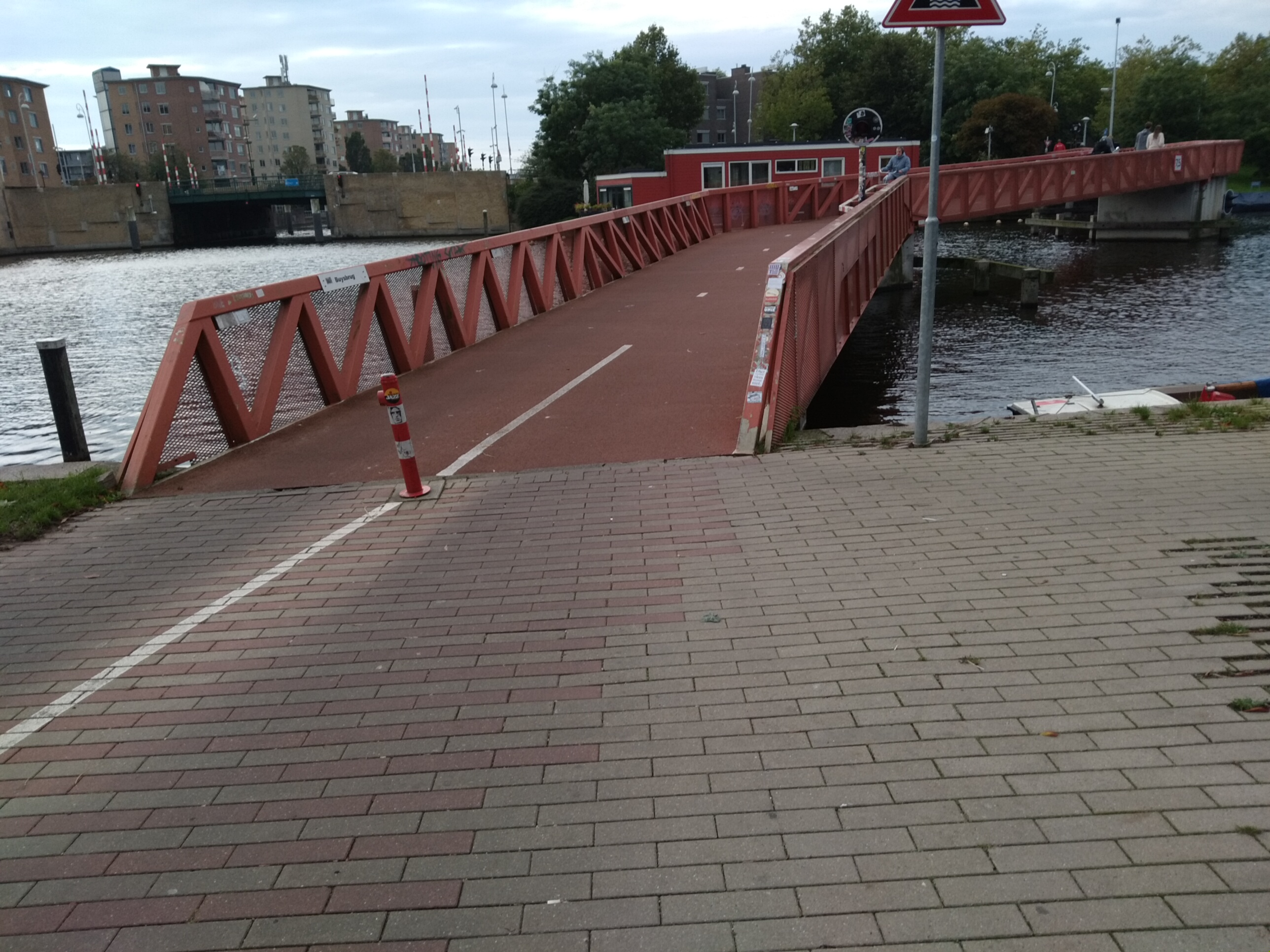
Buysbrug naar het zuiden met op de achtergrond de Beltbrug (oktober 2020)

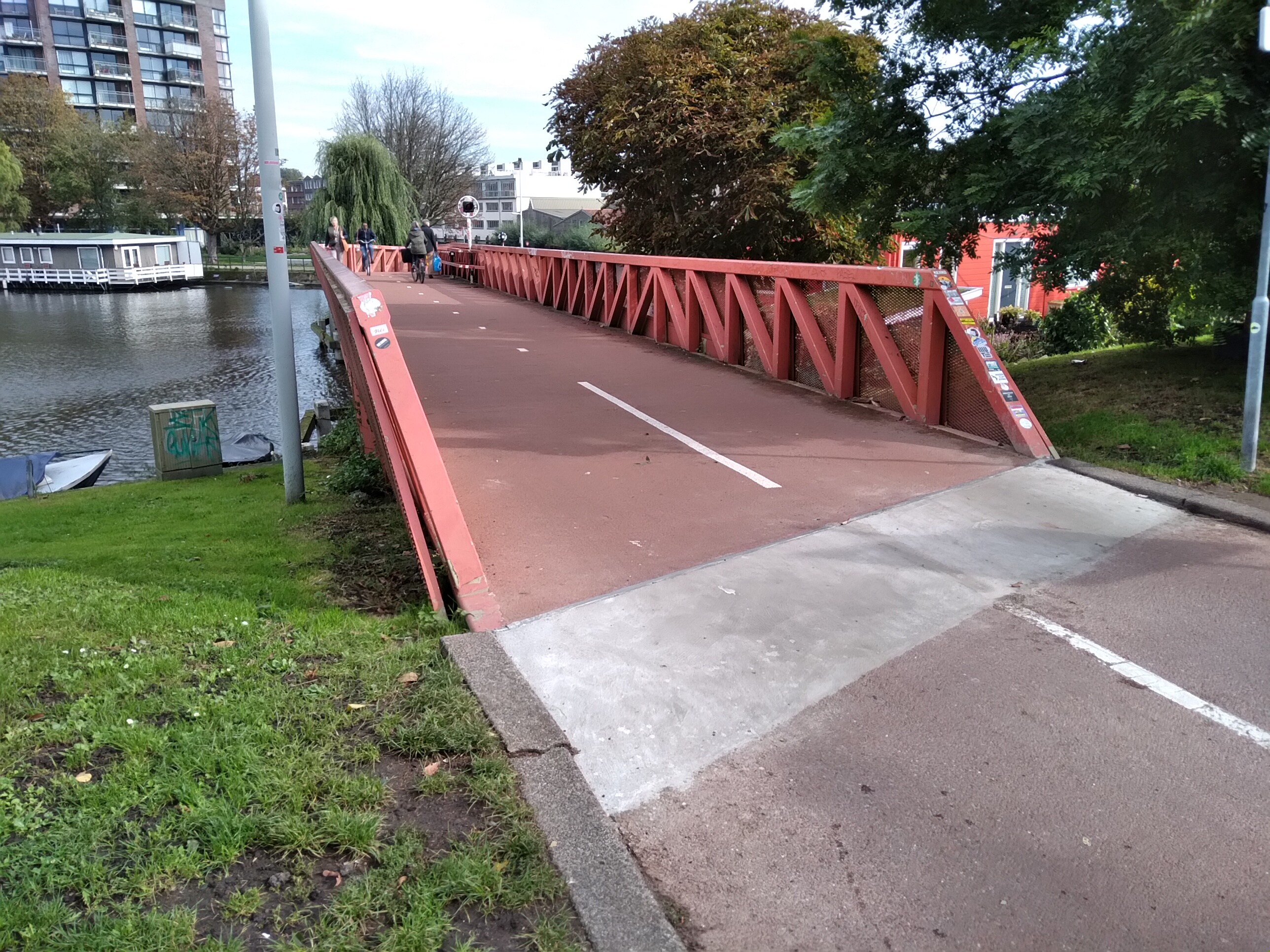
Buysbrug naar het zuiden (oktober 2020)

<<< · 1900 · 1901 · 1902 · 1904 · 1906 · 1907 · 1908 · 1909 · 1910 · 1911 · 1913 · 1914 · 1915 · 1916 · 1917 · 1919 · 1920 · 1922 · 1923 · 1925 · 1927 · 1929 · 1930 · 1931 · 1932 · 1933 · 1935 · 1936 · 1937 · 1938 · 1939 · 1940 · 1941 · 1942 · 1944 · 1945 · 1946 · 1947 · 1948 · 1949 · 1950 · 1951 · 1952 · 1953 · 1954 · 1955 · 1956 · 1957 · 1958 · 1959 · 1960 · 1961 · 1962 · 1963 · 1964 · 1965 · 1966 · 1967 · 1968 · 1969 · 1970 · 1971 · 1972 · 1973 · 1974 · 1975 · 1976 · 1977 · 1978 · 1979 · 1980 · 1981 · 1982 · 1983 · 1984 · 1985 · 1986 · 1987 · 1988 · 1989 · 1990 · 1991 · 1992 · 1993 · 1994 · 1995 · 1996 · 1997 · 1998 · 1999 · >>>
Brugnummers 1903, 1905, 1912, 1918, 1921, 1924, 1926, 1928, 1934, 1943 zijn niet (meer) in gebruik (januari 2021)